# Пуерто-Рико (футбольний клуб)
«Пуерто-Рико» (англ. Puerto Rico Football Club) — професіональний футбольний клуб з міста Баямон (Пуерто-Рико), (США), що грає у Північноамериканській футбольній лізі — футбольному дивізіоні 2-го рівня США і Канади.
Клуб було засновано у 2015 році. Його власником став відомий баскетболість НБА Кармело Ентоні. «Пуерто-Рико» дебютував у лізі в осінній частині сезону 2016 року.
Домашні матчі проводить на Хуан Рамон Лубріель Стедіум.